# مدارس الملك عبدالعزيز الأهلية النموذجية بتبوك
مدارس الملك عبدالعزيز الأهلية النموذجية بمنطقة تبوك؛ مؤسسة تعليمية أهلية خيرية غير ربحية تابعة لجمعية الملك عبدالعزيز ويترأس مجلس إدارتها أميرمنطقة تبوك تأسست عام 1406هـ وهي أحد روافد جمعية الملك عبد العزيز الخيرية بمنطقة تبوك، وتعد إحدى الصروح التعليمية الرائدة في المملكة العربية السعودية، ورؤيتها: «طالب نوعي مميز منافس عالميًا»، تسعى من خلالها إلى بناء جيل متكـامل الشخصية متعدد المواهب قادر على تحقيق أحلام الوطن.
تحتوي قاعات الدراسة بشاشات تفاعلية، بالإضافة إلى معملين للروبوت مزودين بأحدث الأجهزة والتقنيات الحديثة، وفي مجال التعليم الإلكتروني.
صنفت المدارس ضمن أفضل ثلاث مدارس في منطقة الشرق الأوسط في تفعيل منصة بلاك بورد التعليمية.
تحتضن المدارس ما يقارب 3500 طالب وطالبة في مختلف المراحل التعليمية، وتم افتتاح المسار الأجنبي (دبلوما أمريكـي) في مرحلة الطفولة المبكرة والمرحلة الابتدائية.

## الموقع الجغرافي
تقع مدارس الملك عبدالعزيزالأهلية النموذجية بتبوك في مدينة تبوك حي العزيزية على طريق الملك عبدالعزيز جنوبا وطريق الأمير محمد بن عبدالعرير شرقاً وطريق الأمير فهد بن سلطان غربا.

## معرض الصور

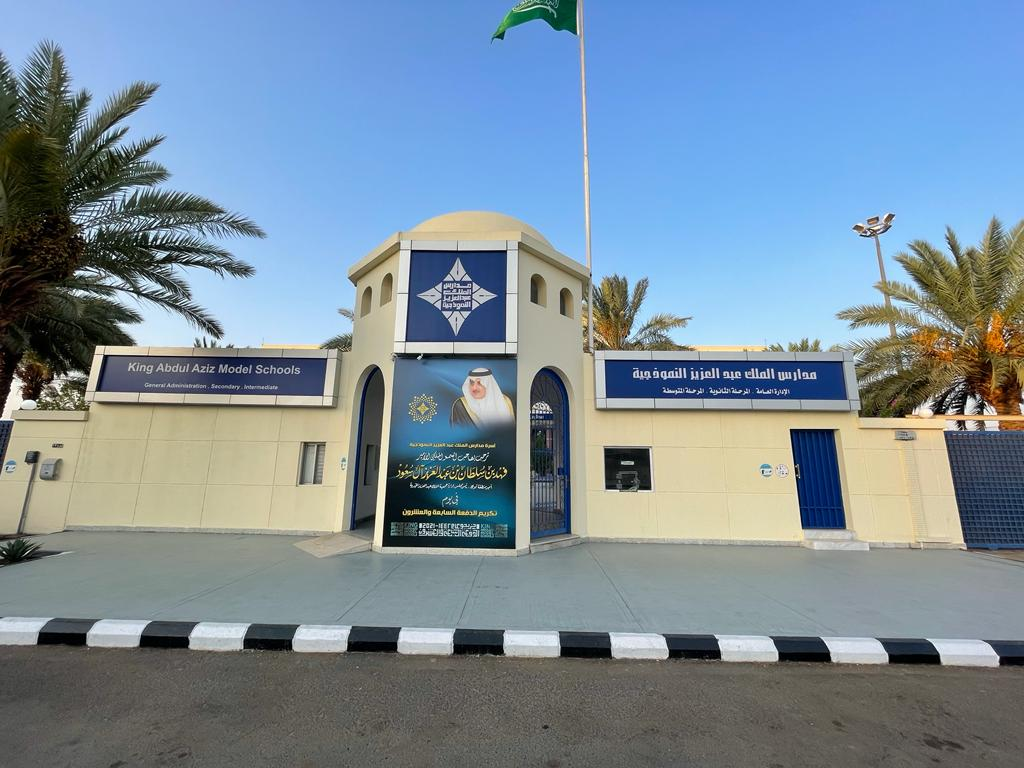
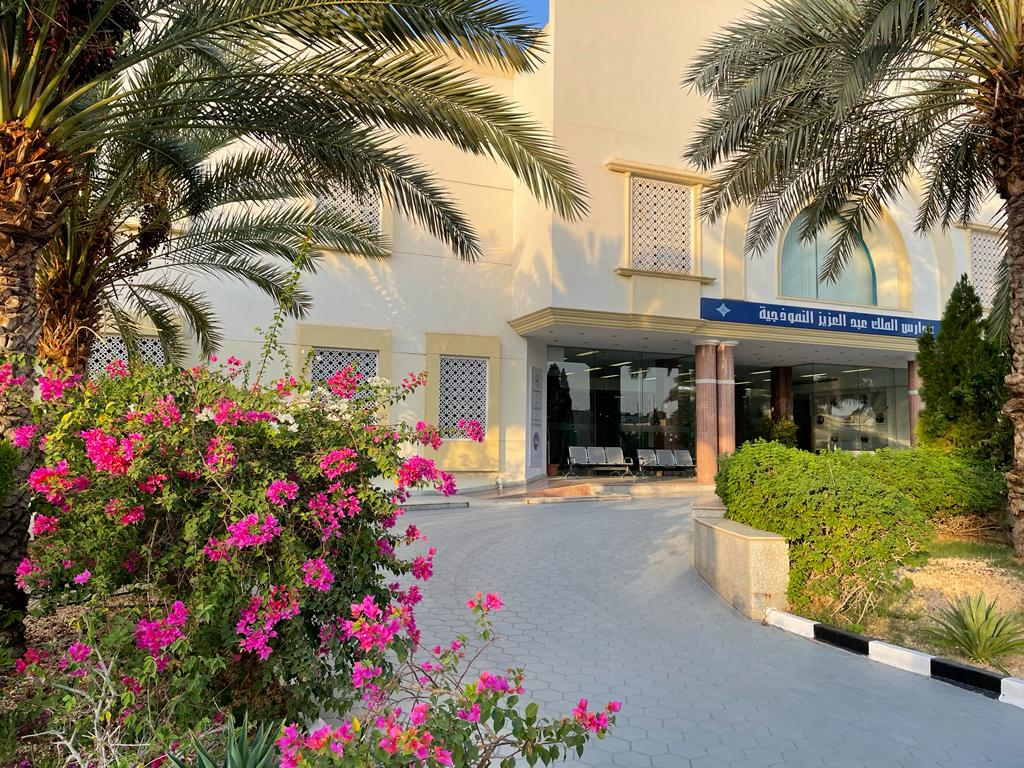
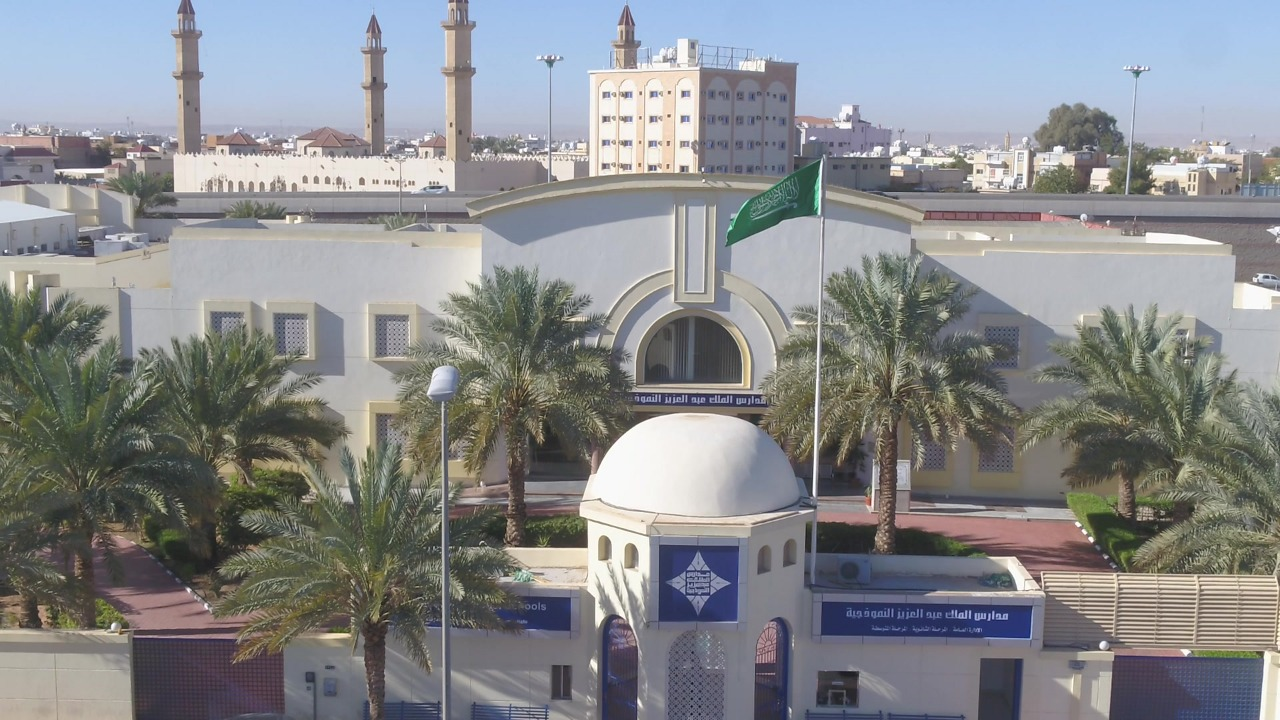
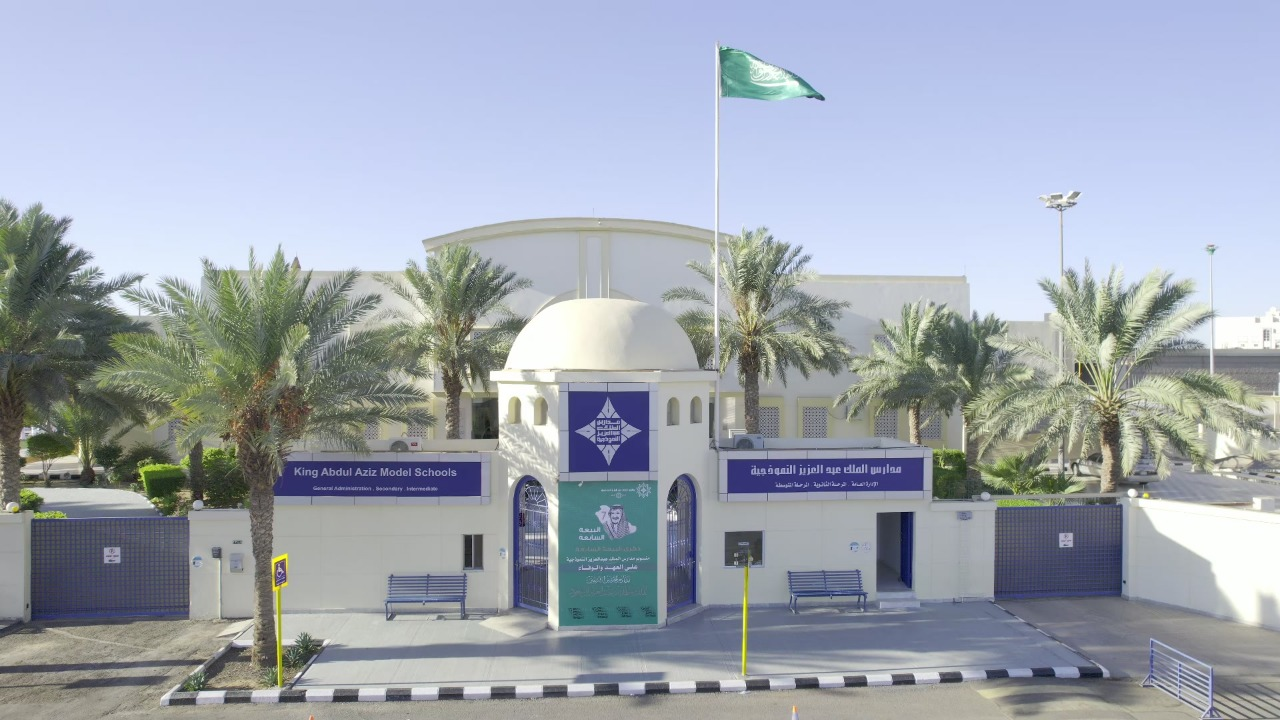
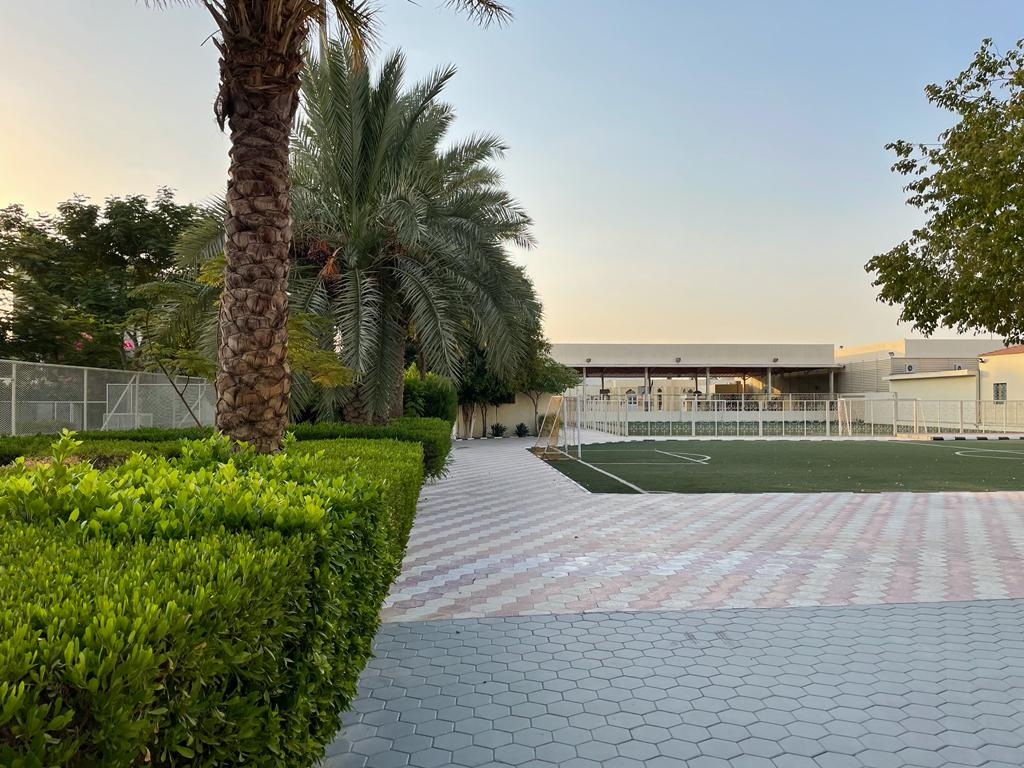
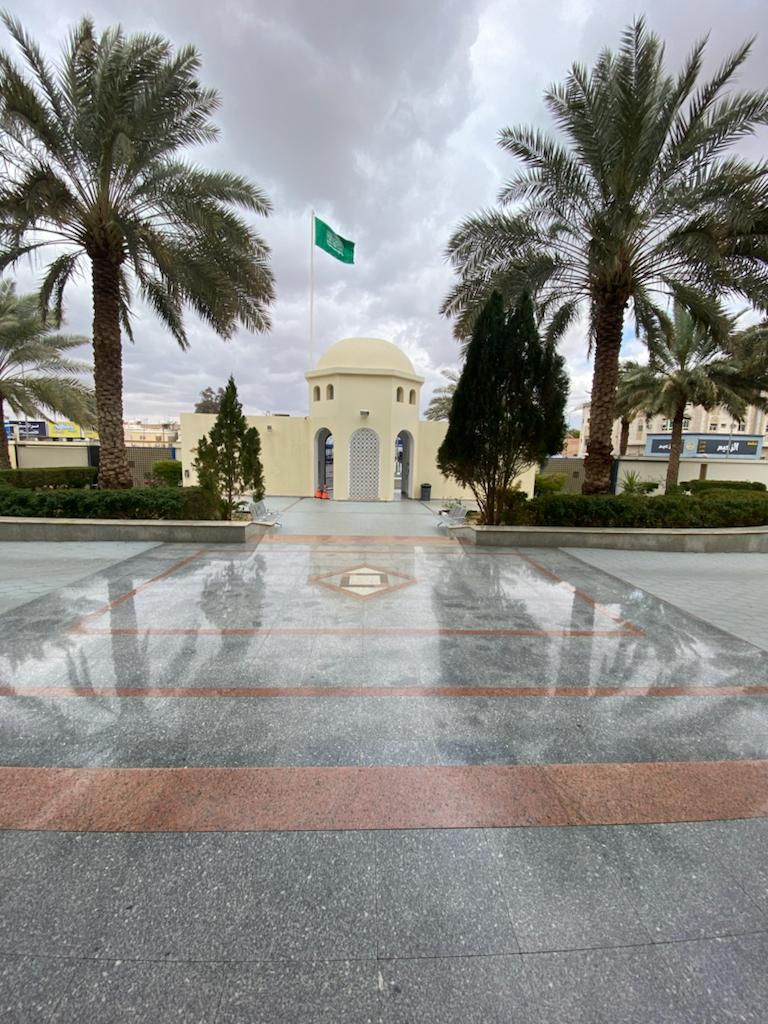

## معلومات أخرى
| معلومات عن المدارس             | معلومات عن المدارس                                                                                              |
| ------------------------------ | --- |
| المالك                         | جمعية الملك عبدالعزيز الخيرية                                                                                   |
| النوع                          | مدرسة أهلية |
| الإنتماءات                     | وزارة التربية والتعليم - التعليم العام                                                                          |
| المراحل                        | الطفولة المبكرة - المرحلة الابتدائية (بنين-بنات) - المرحلة المتوسطة (بنين-بنات) - المرحلة الثانوية (بنين- بنات) |
| الإدارة                        | |
| إبراهيم بن حسين العمري         | المشرف العام على مدارس الملك عبد العزيز النموذجية                                                               |
| سبقه                           | عمر بن علي حسن الفاخري                                                                                          |
| سبقه                           | غرم الله بن عبد الله بردي الزهراني                                                                              |
| إحصاءات                        | |
| عدد الهيئة التعليمية والإدارية | 368 موظف |
| عدد الفصول الدراسية            | 120 فصل |
| عدد المباني                    | 7 مباني |

## روابط خارجية
- الموقع الإلكتروني لمدارس الملك عبدالعزيز الأهلية النموذجية بتبوك
- رابط تويتر مدارس الملك عبد العزيز الأهلية النموذجية بتبوك
- حفل تخريج الدفعة 27 لطلاب مدارس الملك عبدالعزيز النموذجية